# Audéjos
Audéjos est une ancienne commune française du département des Pyrénées-Atlantiques. Le 1er septembre 1972 (arrêté préfectoral du 12 juillet 1972), la commune fusionne avec l'ancienne commune de Lacq pour former la nouvelle commune de Lacq. Les deux communes appartenaient à deux cantons différents, cette situation a perduré après la fusion.

## Géographie
Le village appartient à l'ancienne province française du Béarn, sur la rive droite du gave de Pau, entre Orthez et Lescar.

### Évolution du territoire
Le 1er septembre 1972, la commune de Lacq fusionne avec la commune d'Audéjos sous le régime de la fusion-association.
Le 1er janvier 2024, la commune de Lacq fusionne avec la commune d'Urdès sous le régime de la commune nouvelle. Les deux anciennes communes deviennent communes déléguées. Le chef-lieu est fixé à la mairie l'ancienne commune de Lacq.

## Toponymie
Le toponyme Audéjos apparaît sous la forme 
Audeyos (1385, censier de Béarn) et 
Audejos (1793 ou an II).
Baleix était un hameau d’Audéjos.

Le château de Gayrosse est mentionné sous les graphies 
Gayrosa (1227, registres de Bordeaux), 
la baronnie de Gayrossa (1299, réformation de Béarn), 
Guayrosse (1343, notaires de Pardies), 
le village de Gairosse (1714, dénombrement d’Artix) et 
Gayros (fin XVIIIe siècle, carte de Cassini).

Le toponyme Herm, hameau d’Audéjos, apparaît sous les formes 
Erm (1344, notaires de Pardies), 
Lerm (1546, réformation de Béarn) et 
Ermh (1754, terrier d'Audéjos).

La Lanne était un hameau d’Audéjos, et Lannemiàa une lande, mentionnés par le dictionnaire topographique de 1863.

Le toponyme Orius, hameau d’Audéjos, apparaît sous les formes 
Oryils au XIIe siècle, d'après Pierre de Marca), 
Rius (1376, montre militaire de Béarn), 
Ouriux (1754, terrier d'Audéjos), 
Ourius (1777, terrier de Casteide-Cami) et 
Ourrius (1778, dénombrement d'Audéjos).

## Administration
| Période                                  | Période | Identité       | Étiquette | Qualité     |
| ---------------------------------------- | ------- | -------------- | --------- | ----------- |
|                                          |         | Didier Vincent |           | agriculteur |
| Les données manquantes sont à compléter. |         |                |           |             |

## Démographie
Paul Raymond note qu'en 1385, Audéjos et ses annexes, Orius et Herm, comptaient 38 feux.
| 1793 | 1800 | 1806 | 1821 | 1831 | 1836 | 1841 | 1846 | 1851 |
| ---- | ---- | ---- | ---- | ---- | ---- | ---- | ---- | ---- |
| 406  | 411  | 392  | 334  | 313  | 337  | 339  | 310  | 295  |

| 1856 | 1861 | 1866 | 1872 | 1876 | 1881 | 1886 | 1891 | 1896 |
| ---- | ---- | ---- | ---- | ---- | ---- | ---- | ---- | ---- |
| 285  | 241  | 230  | 247  | 236  | 252  | 226  | 227  | 222  |

| 1901 | 1906 | 1911 | 1921 | 1926 | 1931 | 1936 | 1946 | 1954 |
| ---- | ---- | ---- | ---- | ---- | ---- | ---- | ---- | ---- |
| 212  | 230  | 212  | 180  | 165  | 146  | 151  | 136  | 126  |

| 1962 | 1968 | - | - | - | - | - | - | - |
| ---- | ---- | - | - | - | - | - | - | - |
| 135  | 129  | - | - | - | - | - | - | - |

## Culture locale et patrimoine

### Patrimoine religieux
L'église Saint-Vincent-Diacre date de 1905. Elle est inscrite à l'Inventaire général du patrimoine culturel.

## Pour approfondir